# Charaxes paphianus
Charaxes paphianus is een vlinder uit de familie van de Nymphalidae. De wetenschappelijke naam van de soort is voor het eerst geldig gepubliceerd in 1871 door Christopher Ward.